# Litoral do Paraná

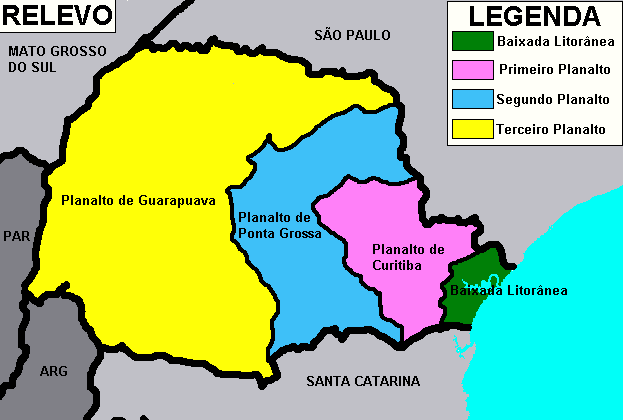
Mapa de unidades geomorfológicas do Paraná

O Litoral do Paraná (ou Litoral Paranaense) refere-se ao relevo da Baixada Litorânea no Paraná e a Região Imediata de Paranaguá. É formado por balneários, a Serra do Mar e quatro baías: Baía de Guaratuba, Baía de Paranaguá, Baía de Antonina e Baía das Laranjeiras.
O litoral com cerca de 100 km de extensão apresenta uma importante área portuária, praias e ilhas. São 125 praias e balneários e mais de 57 ilhas no litoral. As praias de Encantadas em Paranaguá, Caiobá em Matinhos, Praia de Leste em Pontal do Paraná e Guaratuba são as mais frequentadas do Paraná. São procuradas por turistas não só no verão, mas também no inverno, quando parte da população vai para o litoral fugindo do frio do planalto.

## Geografia
O litoral do Paraná é apresentado como uma região com altitudes reduzidas por falhamento marginal de um velho nivelamento do Planalto Paranaense. Esse fenômeno geológico aconteceu de verdade na era Cenozoica ou já nos últimos tempos da Mesozoica. Em tempos geológicos mais novos (Pleistoceno) a costa que afundou começou a elevar-se. Quem prova isso são a areia de velhos balneários naturais e as colônias extintas de moluscos e dos sambaquis. No decorrer do litoral, em plena plataforma continental, surgem certos blocos de pedras mais duras, como as ilhas dos Currais, Itacolomi, Saí, Palmas, Galheta e a porção de pedras feitas de cristal da ilha do Mel. Duas regiões diferentes representam o litoral: a montanhosa e a baixada costeira.
A Região Montanhosa compreende morros separados, certas cadeias de colinas e os sopés da Serra do Mar. Esta zona é formada de rochas cristalinas nas quais são predominantes os gnaisses e os granitos.

A Baixada Costeira constitui uma pequena planície formada por depósitos sedimentares marinhos e terrígenos mais novos. Suas espessuras possivelmente alcançam 100 metros predominando areias e argilas. Sua largura é variável de 10 até 20 km, passando a ser um pouco mais comprida perto da Baía de Paranaguá. As altitudes, deste pedaço do relevo paranaense, variam de 0 (zero) a 10 metros e, nos locais mais longes do mar, começam a possuir 20 metros.

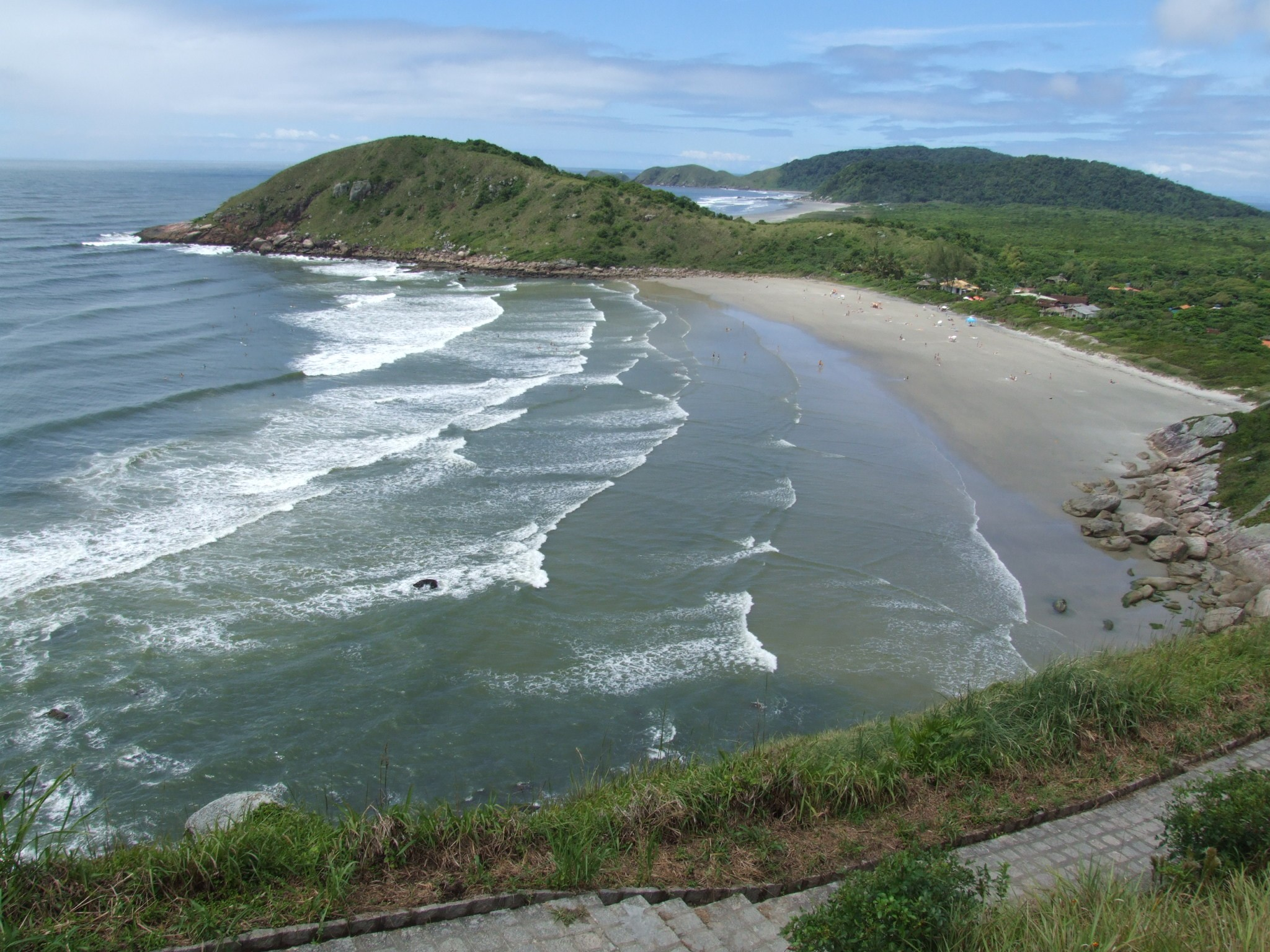
Vista parcial da Ilha do Mel em Paranaguá.

 As baías de Paranaguá e Guaratuba separam o litoral do Paraná em três áreas:
- Norte: a este setor fazem parte os balneários naturais das ilhas das Peças e do Superagüi. Nesta última, situa-se a Praia Deserta, que estende-se entre a ponta Inácio Dias e a foz do Rio Ararapira;[2]
- Leste: faixa de balneários naturais entre o lado meridional da baía de Paranaguá e o lado setentrional da penetração da Baía de Guaratuba. A Ilha do Mel pertence a esta área;[2]
- Sul: compreende a faixa de balneários naturais que localizam-se entre a parte meridional da Baía de Guaratuba e a ilha do Saí, na divisa com o vizinho estado de Santa Catarina.[2]

A Baía de Paranaguá, uma das maiores baías do Brasil, entra em uma distância de 50 km por dentro do continente, tem uma comprimento maior de 10 km. Divide-se nas demais baías pequenas: de Antonina, das Laranjeiras, dos Pinheiros e de Guaraqueçaba. Existe dentro dela uma grande diversidade de ilhas, tais como Mel, Peças, Cotinga, Rasa da Cotinga, Cobras, Pedras, Gererê, Lamim, Guamiranga, Guararema, Guará, Gamelas, etc.
A Baía de Guaratuba está localizada no extremo sul, sendo que sua extensão é de 15 km para o interior do continente e com um comprimento maior de 5 km. Suas ilhas mais importantes são: Pescaria, Capinzal, Mato, Chapéu, dos Ratos, etc.
Surgem ainda, como principais acidentes geográficos no litoral paranaense: a ilha de Superagüi cercada pela baía de Pinheiros e pelo canal do Varadouro; a restinga de Ararapira localiza-se na parte setentrional da Praia Deserta.
É encontrada, no litoral, como porção do relevo do Paraná a plataforma continental. Na Plataforma Continental, propriamente dita, abrange o relevo revestido pelas águas do Atlântico, expandindo-se entre a linha do litoral e o limite das águas jurisdicionais brasileiras.

## Municípios
| Município        | População    |
| ---------------- | ------------ |
| Paranaguá        | 154.936 hab. |
| Guaratuba        | 36.595 hab.  |
| Matinhos         | 33.450 hab.  |
| Pontal do Paraná | 26.636 hab.  |
| Morretes         | 18.980 hab.  |
| Antonina         | 16.366 hab.  |
| Guaraqueçaba     | 7.636 hab.   |

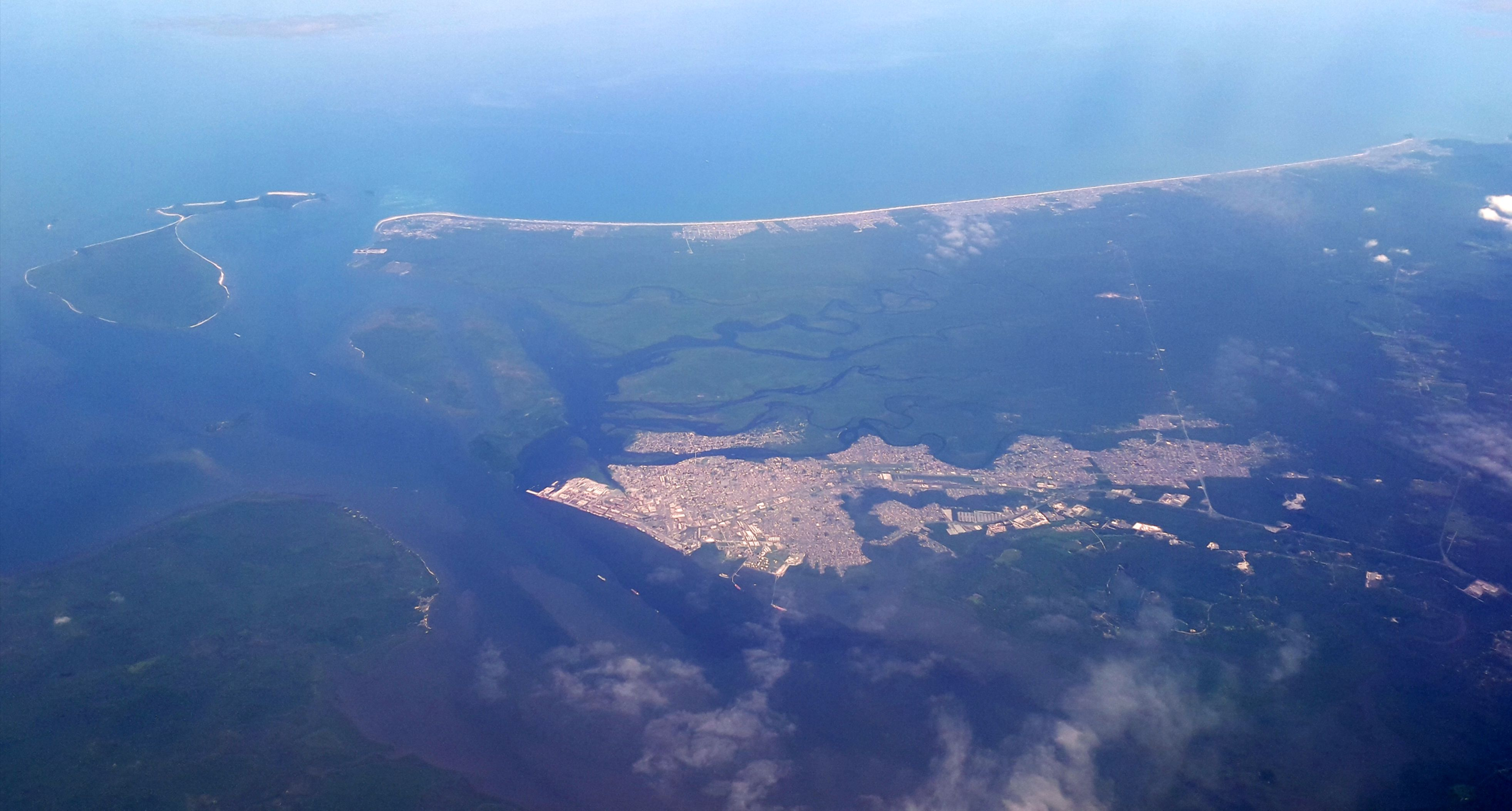
Vista aérea de Paranaguá e Pontal do Paraná ao fundo

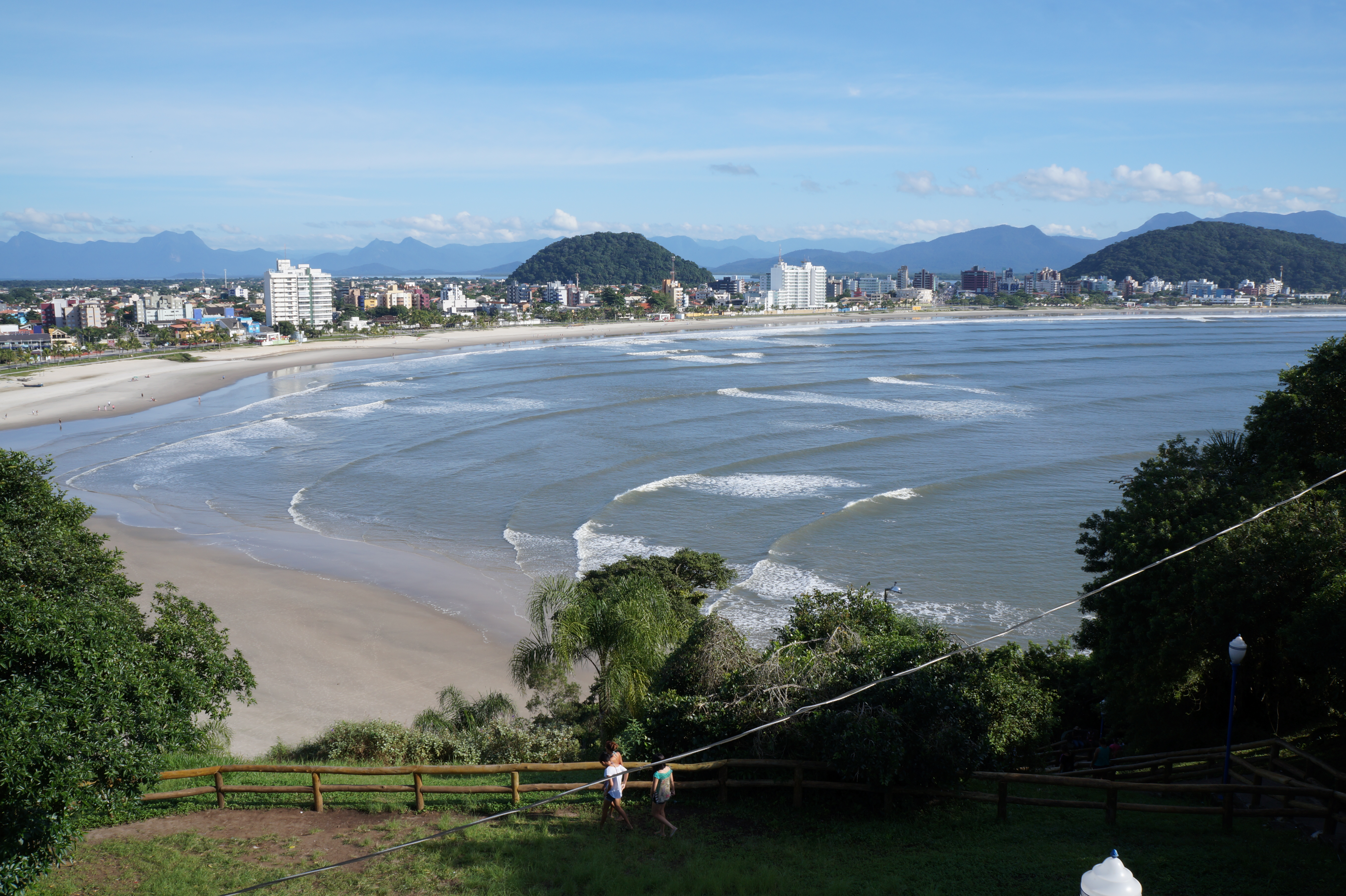
Praia Central de Guaratuba, vista a partir do Morro do Cristo

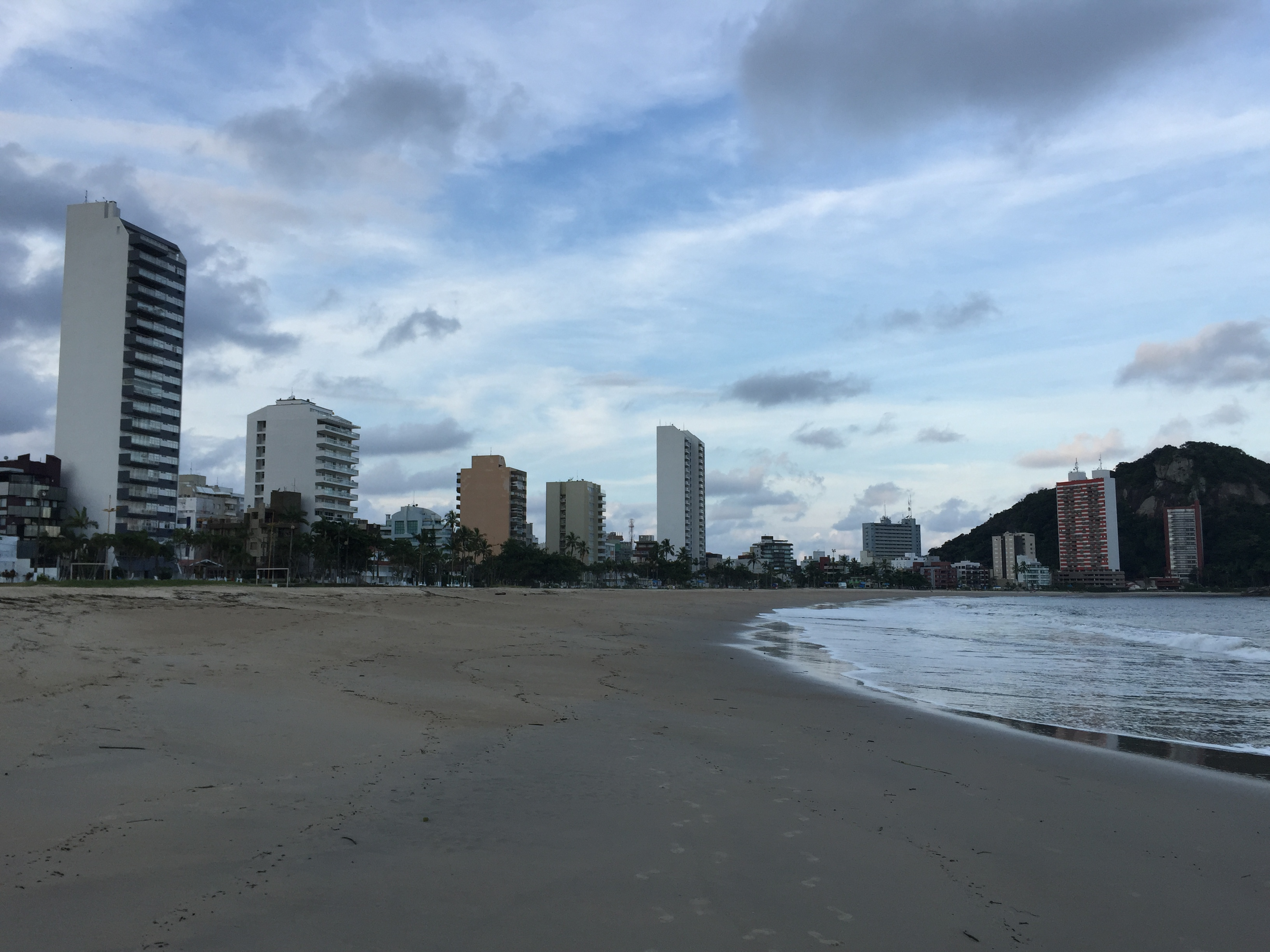
Praia Mansa do Balneário Caiobá, em Matinhos

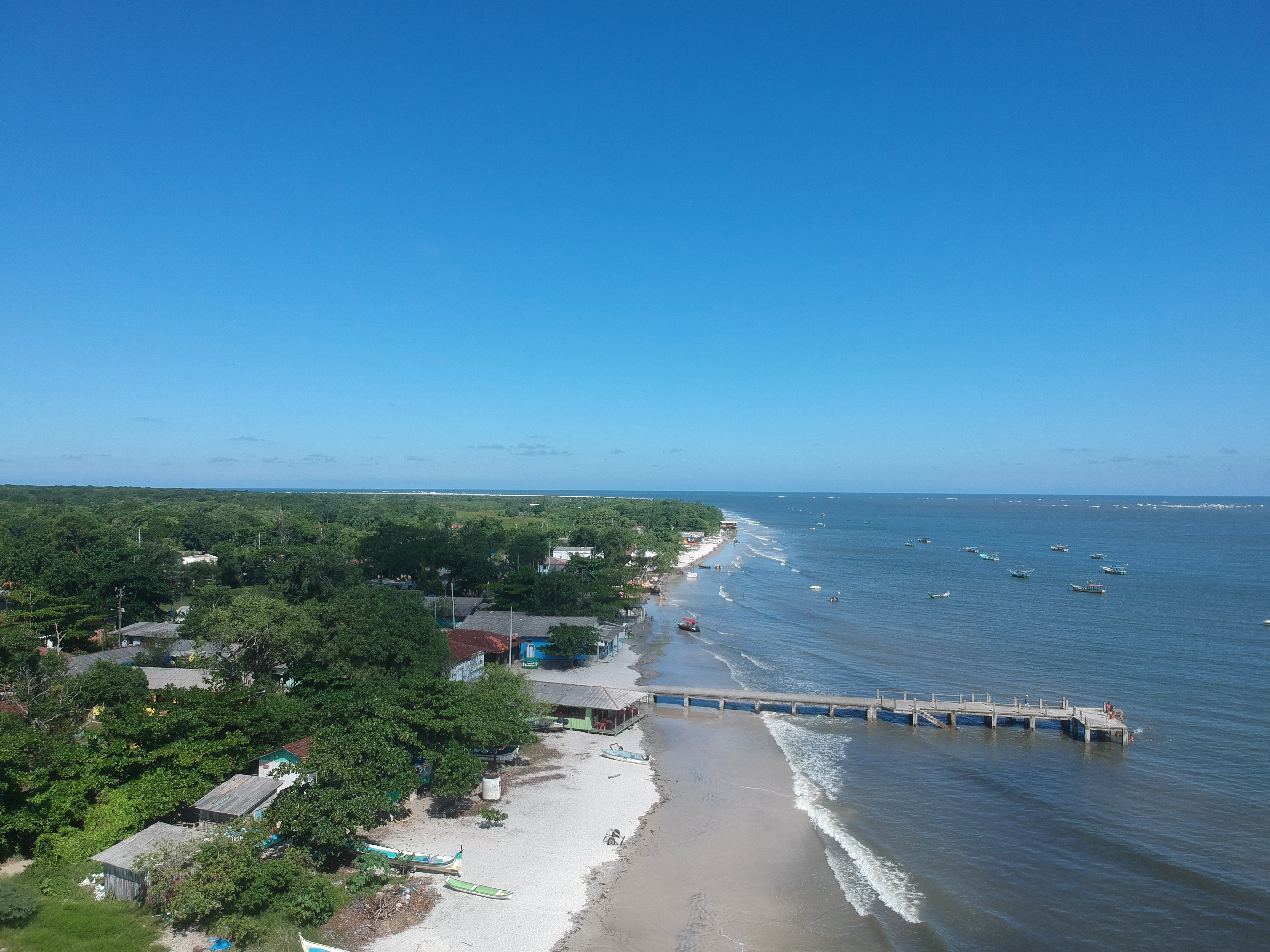
Parque Nacional de Superagui, no Litoral Norte.

Paranaguá é o município mais populoso do litoral, e abriga o Porto de Paranaguá, um dos mais importantes do país.  Paranaguá, a primeira cidade fundada no Estado, em 1648, guarda em suas igrejas de estilo barroco a tradição e parte da história da época. A cidade oferece como atração turística a Ilha do Mel, na entrada da Baía de Paranaguá, conhecida por suas águas cristalinas, a Festa Estadual de Nossa Senhora do Rocio, abriga a maior festa religiosa do Sul do Brasil e a terceira maior do país, além do Centro Histórico, no perímetro urbano do município que preserva traços da colonização açoriana. O Rio Branco Sport Club tem sede no município, clube de futebol mais importante da região litorânea do estado.
Guaratuba fica na ponta sul do litoral e abriga a Baía de Guaratuba, segunda maior do estado. O município tem como forte de sua economia a pesca, a agricultura e principalmente o turismo, em função de suas praias como Caieiras, Cristo, Brejatuba, Coroados, entre outras. Seu acesso aos outros municípios do Litoral do Paraná é através do Ferry-Boat que atravessa a Baía de Guaratuba e liga a cidade a Matinhos.
Matinhos e Pontal do Paraná são municípios com extensa faixa de praias, com muitos balneários. Em Matinhos destaca-se o Balneário Caiobá, um dos mais visitados por veranistas no Paraná, e nele fica a UFPR Litoral, universidade mais renomada da região. Já em Pontal do Paraná, ficam os balneários: Praia de Leste, Ipanema, Shangri-Lá, Pontal do Sul entre outros. No balneário Pontal do Sul, se dá o acesso a Ilha do Mel.
Morretes fica entre a Serra do Mar e a Baía de Antonina e é famosa pelo seus rios de pedra, visitados por muitos turistas da Região Metropolitana de Curitiba, seu Centro Histórico e a oferta do prato típico culinário da região, o Barreado.
Antonina fica as margens da Baía de Antonina e abriga o Carnaval de Bonecos, um dos maiores e mais frequentados carnavais do estado. O Centro Histórico de Antonina preserva muitos traços da sua colonização em sua arquitetura.
Guaraqueçaba é a menor e mais isolada cidade do litoral. Fica na ponta norte, na divisa com Cananéia (São Paulo), e o acesso ao município pode tanto ser feito com transporte terrestre, pela Rodovia PR-340 e PR-405, saindo de Antonina, ou por barcos, atravessando a Baía de Paranaguá e Baía das Laranjeiras, saindo de Paranaguá. A cidade fica as margens da Baía das Laranjeiras e suas praias ficam na Ilha de Superagui, protegidas pelo Parque Nacional de Superagui.